# أنطونيو ريموندو
أنطونيو ريموندو (مواليد 18 مارس 2004) هو لاعب كرة قدم إيطالي يلعب في مركز المهاجم في نادي بولونيا.

## وصلات خارجية
- أنطونيو ريموندو على موقع الاتحاد الأوربي (الإنجليزية)
- أنطونيو ريموندو على موقع قاعدة بيانات كرة القدم.إي يو (الإنجليزية)
- أنطونيو ريموندو على موقع Soccerway.com (الإنجليزية)
- أنطونيو ريموندو على موقع عالم كرة القدم.نت (الإنجليزية)